# Coloretto
Coloretto ist ein Kartenspiel von Michael Schacht, das 2003 im Verlag Abacusspiele erschienen ist. Es ist für 3 bis 5 Spieler (neue Ausgabe 2–5 Spieler) ab 8 Jahren geeignet und dauert etwa 30 Minuten. Es diente als Vorlage für das Brettspiel Zooloretto, welches Spiel des Jahres 2007 wurde.
Coloretto war 2003 auf der Auswahlliste zum Spiel des Jahres, erhielt den ersten Platz beim À-la-carte-Kartenspielpreis und belegte Rang 9 bei der Wahl zum Deutschen Spielepreis.

## Spielausstattung
Das Spiel beinhaltet neben der Spielanleitung  63 Farbkarten (je 9 Karten in 7 Farben), 10 „+2“-Karten, eine Karte „letzte Runde“, drei Joker-Karten, fünf Reihenkarten und fünf Übersichtskarten.

## Spielablauf
Die Spieler versuchen über mehrere Runden gleichfarbige Karten zu sammeln. In jeder Runde entsteht eine Auslage aus mehreren Kartenreihen (eine Reihe pro Mitspieler). Ist man innerhalb einer Runde am Zug, so hat man die Wahl, entweder eine Karte aufzudecken und diese an eine beliebige Reihe anzulegen, oder aber eine vollständige (d. h. aus 3 Karten bestehende) Reihe an sich zu nehmen und damit aus der Runde auszusteigen.

## Veröffentlichung und Rezeption
Coloretto wurde von Michael Schacht entwickelt und erschien 2003 bei Abacusspiele sowie in einer englischsprachigen Version bei Rio Grande Games. In den Folgejahren wurde es mehrfach neu aufgelegt und erschien zudem international bei verschiedenen weiteren Verlagen. So veröffentlichte der finnische Verlag Lautapelit.fi 2006 eine nordische Version auf Finnisch, Dänisch, Schwedisch und Norwegisch und 2009 veröffentlichte der russische Verlag Lifestyle Boardgames Ltd. eine Version auf Russisch, Brain Games eine Version in den baltischen Sprachen und Kaissa Chess & Games eine Version auf Griechisch. 2010 folgte G3 mit einer Version auf Polnisch und 2011 erschien bei Swan Panasia Co., Ltd. eine chinesische Version des Spiels und bei Grow Jogos e Brinquedos eine Version auf Portugiesisch für den brasilianischen Markt. 2013 erschienen bei Abacus und bei Rio Grande jeweils eine 10-Jahre-Jubiläumsausgabe, die auch von Red Glove auf Italienisch, von Oya auf Französisch, von Corfix auf Tschechisch und Slowakisch und von HomoLudicus auf Spanisch übernommen wurde. PS-Games veröffentlichte 2015 eine niederländische Version des Spiels und dV Giochi 2016 eine weitere italienische Ausgabe.
Coloretto war 2003 auf der Auswahlliste zum Spiel des Jahres, erhielt den ersten Platz beim À-la-carte-Kartenspielpreis und belegte Rang 9 bei der Wahl zum Deutschen Spielepreis.
2005 erschien auf der Basis von Coloretto das Kartenspiel Coloretto Amazonas, das dem Spielprinzip von Coloretto folgt. 2007 veröffentlichte Abacusspiele zudem auf der Basis von Coloretto das Spiel Zooloretto, das im gleichen Jahr zum Spiel des Jahres ausgezeichnet wurde und mehrere weitere Preise bekam.

## Belege
1. 1 2  Coloretto (Seite nicht mehr abrufbar, festgestellt im Dezember 2023. Suche in Webarchiven)  Info: Der Link wurde automatisch als defekt markiert. Bitte prüfe den Link gemäß Anleitung und entferne dann diesen Hinweis., Spieleanleitung, Abacus 2003.
2. ↑  Coloretto, Versionen bei BoardGameGeek. Abgerufen am 5. März 2020.
3. ↑  Coloretto Amazonas bei BoardGameGeek. Abgerufen am 5. März 2020.
4. ↑  Zooloretto bei BoardGameGeek. Abgerufen am 5. März 2020.